# 2월 16일
2월 16일은 그레고리력으로 47번째(윤년일 경우도 47번째) 날에 해당한다.

## 사건
- 116년 - 로마 제국의 황제 트라야누스가 파르티아를 정복하고 승리한 것을 기념하여 로마 원로원에 로리테(laureate)를 보내다.
- 1862년 - 미국 남북 전쟁: 율리시스 S. 그랜트가 테네시주의 도넬슨 요새(Fort Donelson)를 함락시키다.
- 1921년 - 조선의 신념형 친일파 민원식이 목수로 변장하고 찾아온 독립운동가 양근환의 칼에 찔려 도쿄제국대학 병원에 이송되다.
- 1934년 - 오스트리아 내전이 끝나다.
- 1937년 - 백백교 사건 수사 시작
- 1951년 - 지평리 전투가 끝나다.
- 1958년 - 창랑호 납북 사건 발생.
- 1971년 - 한국과학기술원 (Korea Advanced Institute of Science and Technology, KAIST) 설립.
- 1978년 - 첫 컴퓨터 전자게시판 시스템이 만들어지다 (시카고의 CBBS).
- 1996년 - 대한민국의 헌법재판소가 12·12 및 5·18 특별법에 대해 합헌 판결하다.
- 2005년 - 지구 온난화의 규제 및 방지를 위한 국제협약인 교토 의정서가 발효되다.
- 2014년 - 이집트 시나이반도의 타바에서 관광버스 폭탄테러가 발생해 성지순례 중이던 한국인 3명을 포함하여 총 5명이 사망하다.
- 2016년 - 대한민국 강원도 춘천시 신북읍 율문리에서 육군 205항공대 소속 UH-1H 헬리콥터 1대가 추락해 4명의 사상자가 발생하다.

## 문화
- 1927년 - 경성방송국이 서울 정동에서 JODK 호출부호로 라디오 방송 개시.

## 탄생
- 1032년 - 북송의 제5대 황제 북송 영종. (~1067년)
- 1304년 - 원나라의 문종 원 문종. (~1332년)
- 1519년 - 프랑스의 제독 가스파르 2세 드 콜리니. (~1572년)
- 1556년 - 일본 센고쿠 시대의 무장 도도 다카토라. (~1630년)
- 1761년 - 프랑스의 장군 샤를 피슈그뤼. (~1804년)
- 1822년 - 영국의 인류학자 프랜시스 골턴. (~1911년)
- 1879년 - 덴마크의 화가 올루프 하르트만. (~1910년)
- 1893년 - 소련의 군인 미하일 투하쳅스키. (~1937년)
- 1906년 - 대한민국의 정치인 최병국. (~1973년)
- 1916년 - 남베트남의 대통령 즈엉반민. (~2001년)
- 1917년 - 대한민국의 축구 선수, 축구 감독 정남식. (~2005년)
- 1921년 - 중국의 정치가, 전 국무원 총리, 중국공산당 주석 화궈펑. (~2008년)
- 1926년
  - 안네의 일기의 저자 안네 프랑크의 언니 마르고트 프랑크 (~1945년)
  - 영국의 영화 감독 존 슐레진저. (~2003년)
- 1927년 - 대한민국의 군인 김두만.
- 1930년
  - 미국의 배우, 영화각본가 리코우 브로닝. (~2023년)
  - 영국의 배우 존 케어니.
- 1931년 - 일본의 배우 타카쿠라 켄. (~2014년)
- 1933년 - 일본의 영화 감독 요시다 요시시게. (~2022년)
- 1936년 - 아르헨티나의 영화감독 페르난도 솔라나스. (~2020년)
- 1937년
  - 대한민국의 정치인 김원기.
  - 러시아의 수학자 유리 마닌. (~2023년)
- 1938년 - 중화인민공화국의 정치인 우구이셴. (~2025년)
- 1941년 - 북한의 국방위원장 김정일. (~2011년)
- 1942년 - 대한민국의 한국화가 겸 동양화가 성창경.
- 1943년 - 잉글랜드의 피아노 연주자 하워드 라일리. (~2025년)
- 1946년 - 대한민국의 배우 고은아.
- 1947년 - 대한민국의 언론인 겸 목회자 박대석.
- 1949년 - 대한민국의 배우 박원숙.
- 1950년 - 대한민국의 배우 이효춘.
- 1953년 - 대한민국의 가수 태진아.
- 1958년 - 미국의 래퍼, 배우 아이스-T.
- 1960년 - 미국의 정치인 리사 블런트 로체스터.
- 1962년 - 대한민국의 건축가, 대학교수 조남호.
- 1964년
  - 브라질의 축구 선수 베베투.
  - 대한민국의 야구 선수 송진우.
- 1966년 - 대한민국의 전 야구 선수, 야구 감독 송진우.
- 1967년
  - 대한민국의 기타리스트 신대철.
  - 대한민국의 배우 심혜진.
  - 대한민국의 가수 김민교.
- 1971년 - 대한민국의 작사가 채정은.
- 1972년 - 대한민국의 배우 김정학.
- 1973년
  - 대한민국의 가수 김원준.
  - 대한민국의 야구 선수 심성보.
  - 대한민국의 축구 선수 윤정환.
  - 대한민국의 성우 이현주.
  - 덴마크의 가수 DQ.
- 1974년
  - 미국의 배우 마허샬라 알리.
  - 대한민국의 전 야구 선수 신영균.
- 1975년 - 대한민국의 기자 박성태.
- 1976년
  - 대한민국의 배우 김유리.
  - 일본의 배우 오다기리 조.
  - 대한민국의 성우 이현주.
  - 미국의 배우, 성우 자넷 바니.
- 1977년
  - 대한민국의 배우 김유리.
  - 대한민국의 축구 해설자 김동완.
- 1978년 - 대한민국의 가수, 뮤지컬 배우 이민재.
- 1979년 - 대한민국의 래퍼, 배우 에릭 (신화).
- 1980년
  - 대한민국의 가수 장윤정.
  - 대한민국의 가수, 재즈 최현아.
- 1981년
  - 대한민국의 희극인 허경환
  - 대한민국의 방송인, 게임 캐스터 박상현.
- 1982년
  - 대한민국의 배우 이민정.
  - 대한민국의 양궁 선수 이창환.
  - 대한민국의 희극인 이종규.
  - 대한민국의 배우 설창희.
- 1983년 - 대한민국의 가수 오종혁.
- 1984년 - 대한민국의 레이싱 모델 장은정.
- 1985년 - 대한민국의 축구 선수 김진규.
- 1986년 - 우루콰이의 축구 선수 디에고 고딘.
- 1987년
  - 대한민국의 가수 스무살.
  - 일본의 배우 카시이 유우.
- 1988년
  - 대한민국의 아나운서 김윤상.
  - 대한민국의 배우 김수현.
- 1989년
  - 미국의 배우 엘리자베스 올슨.
  - 대한민국의 배우 김예은.
  - 대한민국의 배우, 방송인 김정민.
  - 미국의 싱어송라이터, 기타리스트 대니엘 하임.
- 1990년 - 캐나다의 가수 위켄드.
- 1991년
  - 스페인의 축구 선수 세르히오 카날레스.
  - 대한민국의 축구 선수 이현영.
  - 대한민국의 가수 장하온.
- 1992년 - 대한민국의 배우 이규성.
- 1993년
  - 대한민국의 가수 김승아.
  - 일본의 가수, 배우, 모델 유키카.
  - 브라질의 축구 선수 루카스 시우바 보르헤스.
- 1994년
  - 미국의 가수 에이바 맥스.
  - 대한민국의 가수 성주 (유니크).
  - 이탈리아의 축구 선수 페데리코 베르나르데스키.
- 1995년 - 일본의 배우 마츠오카 마유.
- 1996년
  - 대한민국의 배우 이열음.
  - 일본의 모델, 배우 코마츠 나나.
- 1997년
  - 대한민국의 기상 캐스터 임은진.
  - 일본의 축구 선수 나카야마 유타.
  - 일본의 아이돌 모기 시노부. (AKB48)
- 1998년
  - 대한민국의 배우 서영주.
  - 대한민국의 다이빙 선수 김수지.
  - 대한민국의 배구 선수 안혜진.
  - 대한민국의 전 리그 오브 레전드 프로게이머 리치.
  - 대한민국의 가수 오현우.
- 1999년 - 일본의 가수 오기노 유카.
- 2000년
  - 대한민국의 바둑 기사 신재원.
  - 대한민국의 발로란트 프로게이머 스택스
  - 필리핀의 체조 선수 카를로스 율로.
- 2001년
  - 대한민국의 야구 선수 김병휘.
  - 미국의 배우 클로이 이스트.
- 2002년 - 대한민국의 기업인 이광호.
- 2004년 - 대한민국의 배우 노준혁.
- 2006년 - 헝가리의 태권도 선수 마르톤 비비어너.
- 2007년 - 대한민국의 배우 최로운.
- 2012년 - 대한민국의 가수, 래퍼, 작곡가 강지혁.
- 2017년 - 대한민국의 배우, 모델, 유튜버 기소유.

### 미상
- 대한민국의 정치인, 제4대 국회의원 김인호. (~1982년)
- 대한민국의 가수 블루니. (위위)
- 대한민국의 래퍼 XXNANA.

## 사망
- 1279년 - 포르투갈의 왕 아폰수 3세. (1210년~)
- 1391년 - 동로마 제국의 황제 요안니스 5세. (1332년~)
- 1899년 - 프랑스 제3공화정 시대의 정치가 펠릭스 포르. (1841년~)
- 1945년 - 대한민국의 시인 윤동주. (1917년~)
- 1960년 - 미국의 야구인 스터피 매키니스. (1890년~)
- 1992년 - 대한민국의 조각가 김경승. (1915년~)
- 1994년 - 프랑스의 추기경 프랑수아 마르티. (1904년~)
- 1999년 - 대한민국의 정치인 박용기. (1919년~)
- 2009년 - 대한민국의 추기경 김수환. (1922년~)
- 2013년 - 영국의 가수 토니 셰리던. (1940년~)
- 2016년 - 이집트의 정치인이자 전 유엔 사무총장 부트로스 부트로스갈리. (1922년~)
- 2019년 - 스위스의 배우 브루노 간츠. (1941년~)
- 2020년 - 오스트레일리아의 영화배우 조 캘드웰. (1933년~)
- 2021년
  - 대한민국의 통일운동가 정경모. (1924년~)
  - 대한민국의 정치인 차수명. (1940년~)
- 2023년 - 대한민국의 정치인 박종철. (1935년~)
- 2024년
  - 러시아의 정치인, 운동가 알렉세이 나발니. (1976년~)
  - 대한민국의 역사학자 박걸순. (1959년~)
  - 대한민국의 시사평론가 겸 대학교수 최영일. (1966년~)
- 2025년
  - 대한민국의 인권운동가 길원옥. (1928년~)
  - 대한민국의 배우 김새론. (2000년~)

## 기념일
- 리투아니아의 독립 기념일: Restoration of Lithuania's Statehood Day, 1918년에 러시아와 독일로부터 독립한 것을 기념하는 날.
- 네스토리안 교회(the Nestorian Church) 에데사의 주교 압다(Abda)의 축일
- 광명성절: 북한 제 2대 지도자 김정일의 생일

## 같이 보기
- 전날: 2월 15일 다음날: 2월 17일 - 전달: 1월 16일 다음달: 3월 16일
- 음력: 2월 16일
- 모두 보기